# Jayu-hanguk-Partei
Die Jayu-hanguk-Partei (koreanisch: 자유한국당, Transliteration: Jayu-hanguk-dang, deutsch: Freiheitspartei Koreas, englisch: Liberty Korea Party) war eine konservative Partei in Südkorea.

## Geschichte
Die Partei entstand 1997 aus der Fusion verschiedener Rechtsparteien. Bis Februar 2012 war sie unter dem Namen Hannara-dang (한나라당, deutsch: Große Nationalpartei) bekannt und führte danach bis Februar 2017 den Namen Saenuri-dang (새누리당, deutsch: Saenuri-Partei, selten auch Neue-Welt-Partei genannt).
Zu ihren Vorläufern zählen die Demokratische Republikanische Partei des diktatorisch regierenden Park Chung-hee (박정희), die Demokratische Gerechtigkeitspartei, die den Präsidenten Chun Doo-hwan (전두환), der für das Gwangju-Massaker verantwortlich war und Roh Tae-woo (노태우), der nach der Diktatur der erste demokratisch gewählte Präsident war, diente, sowie die Neues Korea Partei des damaligen Präsidenten Kim Young-sam (김영삼).
Bei der Parlamentswahl 2004 erlangte die Saenuri-Partei 35,8 % der Stimmen und 121 der 299 Sitze in der Nationalversammlung und wurde damit stärkste Kraft der Opposition gegen Präsident Roh Moo-hyun (노무현) und seine liberale Yeollin-uri-Partei (열린우리당, Yeollin-uri-dang, Unsere Offene Partei). Bei der Präsidentschaftswahl am 19. Dezember 2007 trat Lee Myung-bak (이명박) für die Hannara-Partei an und gewann, womit die Partei erstmals seit zehn Jahren wieder ins Blaue Haus einziehen konnte.
Bei der Parlamentswahl am 9. April 2008, die als Stimmungstest für Präsident Lee gewertet wurden, gewann die Große Nationalpartei bei einer geringen Wahlbeteiligung die meisten Stimmen. Sie löste die aus der Yeollin-uri-Partei hervorgegangene liberale Vereinigte Demokratische Partei als stärkste Fraktion ab und gewann mit 153 von 299 Sitzen die absolute Mehrheit im Parlament. Im Vorfeld der südkoreanischen Parlamentswahl 2012 wurde die Große Nationalpartei im Februar 2012 in Saenuri-Partei umbenannt.
Bei der Parlamentswahl in Südkorea 2012 erreichte die regierende Saenuri-Partei 152 von 300 Sitzen. Die Parteivorsitzende Park Geun-hye (박근혜) distanzierte sich deutlich von der Politik ihres Parteifreundes, des Staatspräsidenten Lee Myung-bak. Bei der Präsidentschaftswahl im Dezember 2012 siegte Park Geun-hye gegen ihren Mitbewerber Moon Jae-in (문재인) von der Minju-tonghap-Partei (민주통합당, Minju-tonghap-dang, Vereinte Demokratische Partei).
Bei der Parlamentswahl 2016 verfehlte die Saenuri-Partei die absolute Mehrheit und landete mit 122 Parlamentssitzen knapp hinter der Deobureo-minju-Partei, die 123 Sitze für sich verbuchen konnte. Bis zum 23. Juni 2016 schlossen sich aber sieben parteilose Abgeordnete der Saenuri-Partei an, während die Minju-Partei ein Mitglied verlor, so dass die Saenuri-Partei mit 129 Sitzen die Mehrheit in der Nationalversammlung wieder erreichen konnte.
Im Zuge der Politaffäre um Park Geun-hye und Choi Soon-sil traten mehrere Abgeordnete der Nationalversammlung aus der Saenuri-Partei aus und gründeten am 24. Januar 2017 die Bareun-Partei. Mit 32 Sitzen in der Nationalversammlung bildeten sie die viertstärkste Kraft; die Saenuri-Partei besaß zu diesem Zeitpunkt nur noch 95 Sitze und verlor damit die Mehrheit gegen die Minju-Partei mit 121 Sitzen. Am 22. Januar gab der Übergangsvorsitzende In Myung-jin bekannt, dass die Partei sich von Präsidentin Park mit einer Änderung des Parteinamens distanzieren will. Am 13. Februar nannte sich die Partei offiziell in Jayu-hanguk-Partei um.

## Ziele der Saenuri-Partei
Die Saenuri-Partei stand, in weiten Teilen, für eine freie Marktwirtschaft, einen „schlanken Staat“, freien Handel, niedrige Steuern und eigenverantwortliches Unternehmertum. Sie warb für ein enges Bündnis mit den USA und dem Westen und kritisierte besonders scharf Menschenrechtsverletzungen in Nordkorea. Sie stützte sich auf die traditionell konservative Machtelite Südkoreas und auf die ländliche Bevölkerung. Ihre Hochburg war die Region Gyeongsang-do.
Die Jayu-hanguk-Partei ist Mitglied in der Internationalen Demokratischen Union.

## Logos

Hannara-Partei (1997–2004)
Hannara-Partei (2004–2012)
Saenuri-Partei (2012–2017)
Jayu-hanguk-Partei (2017–2020)

## Wahlergebnisse
| Wahl                | Wahl           | Stimmen        | %              | Mandate        | Gesamtmandate  |
| Hannara-Partei      | Hannara-Partei | Hannara-Partei | Hannara-Partei | Hannara-Partei | Hannara-Partei |
| ------------------- | -------------- | -------------- | -------------- | -------------- | -------------- |
| Parlamentswahl 2000 | Parteiliste    | N/A            | N/A            | 21 / 46        | 133 / 273      |
| Parlamentswahl 2000 | Wahlkreise     | 7.365.359      | 39,0           | 112 / 227      | 133 / 273      |
| Parlamentswahl 2004 | Parteiliste    | 7.613.660      | 35,8           | 21 / 56        | 121 / 299      |
| Parlamentswahl 2004 | Wahlkreise     | 8.083.609      | 37,9           | 100 / 243      | 121 / 299      |
| Parlamentswahl 2008 | Parteiliste    | 6.421.727      | 37,5           | 22 / 54        | 153 / 299      |
| Parlamentswahl 2008 | Wahlkreise     | 7.478.776      | 43,5           | 131 / 245      | 153 / 299      |
| Saenuri-Partei      |                |                |                |                |                |
| Parlamentswahl 2012 | Parteiliste    | 9.130.651      | 42,8           | 25 / 54        | 152 / 300      |
| Parlamentswahl 2012 | Wahlkreise     | 9.324.911      | 43,3           | 127 / 246      | 152 / 300      |
| Parlamentswahl 2016 | Parteiliste    | 7.960.272      | 33,5           | 17 / 47        | 122 / 300      |
| Parlamentswahl 2016 | Wahlkreise     | 9.200.690      | 38,3           | 105 / 253      | 122 / 300      |